# August Ferdinand von Pflugk

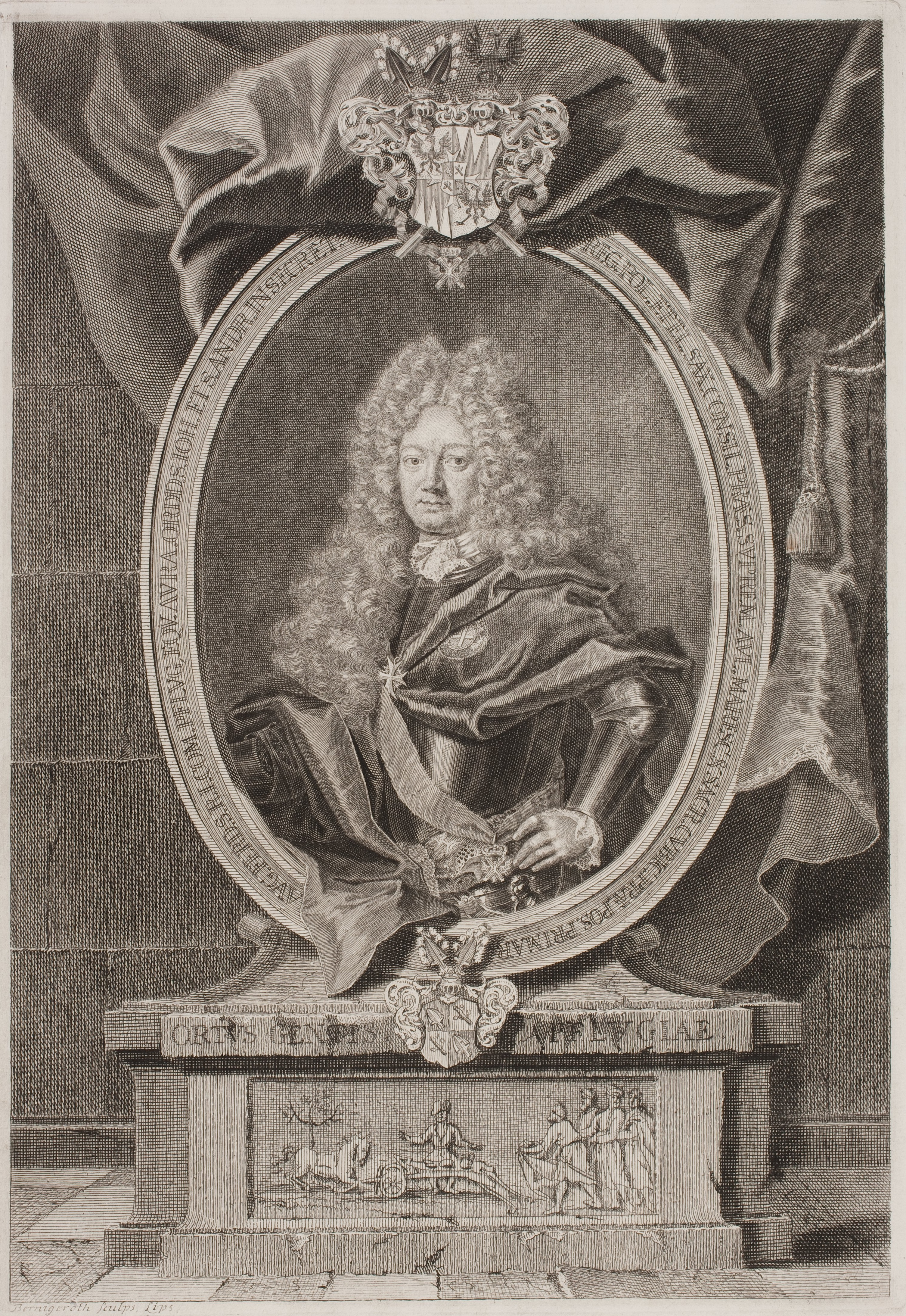
August Ferdinand von Pflugk

August Ferdinand von Pflugk, auch Pflug (* 22. Mai 1662 in Dresden; † 8. April 1712) war ein sächsischer Staatsmann.
Reichsgraf August Ferdinand von Pflugk erlangte durch sein Wirken als Oberhofmarschall und Premierminister Augusts des Starken, herausragende politische Bedeutung. Er übernahm teils ungewöhnliche oder pikante Aufgaben und begleitete seine Dienstherren, Herrscher des Kurfürstentums Sachsens und des Königreichs Polen, durch politisch bedeutsame Ereignisse wie die Wahl zum König und des Großen Nordischen Krieges.

## Familie und Herkunft
Schon früh wurde August Ferdinand von Pflugk mit dem Leben bei Hofe vertraut gemacht. Zahlreiche seiner Vorfahren waren bereits im Dienst Sächsischer Kurfürsten. Sein Vater, Hieronymus Sigmund Pflugk (1638–1678), diente unter Johann Georg II. als Kammerherr und Hauptmann der Schweizer-Trabanten-Leibgarde. Als Page hatte er angefangen und bald Karriere gemacht bis hin zum Offizier. Er war Ritter des Heiligen Römischen Reiches. August Ferdinands Mutter, Dorothea von Ponickau, kannte sich als Tochter des Kaiserlichen Rates und Reichspfennigmeisters Johann von Ponickau ebenfalls mit höfischen Gepflogenheiten aus. Somit waren wichtige Voraussetzungen für die Zukunft ihrer Kinder geschaffen. Bekannt sind neben August Ferdinand weitere sechs Kinder, von denen neben August vier das Erwachsenenalter erreichten.
Schwester Johanna Christiane heiratete am 15. Juni 1675 Wolf Dietrich von Erdmannsdorff. Von Erdmannsdorff verwaltete als Oberhofjägermeister und Kammerherr unter anderem das Jagdschloss Kössern. Dadurch stand er in engem Kontakt zu Kurfürst Johann Georg IV., der sich in Kössern bevorzugt mit seiner Mätresse Magdalena Sibylla von Neitschütz traf.
Pflugks Schwester Magdalena Sophia gehörte durch Eheschließung mit dem Ober-Rechnungs-Präsidenten Hans Dietrich von Schönberg, ebenfalls zum nahen Umfeld des sächsischen Hofes.
Der in den Berichten zur Schweizer-Trabanten-Leibgarde genannte Bruder Tham Siegismund, trat nach dem Tod des Vaters in der Garde an dessen Stelle als Hauptmann. Außerdem trug er den Titel Hofmarschall. Er heiratete 1679 die Reichsgräfin Agnes Judith von Spaen (1658–1731), Tochter des kurbrandenburgischen Generalfeldmarschalls Reichsgraf Alexander von Spaen (1619–1692). Aus dieser Ehe ging Freiherr Alexander von Pflugk (1680–1745) hervor, der sich mit Christina Charlotta von Schlieben (1695–1746) verehelichte. Zu anderen Geschwistern ist nur wenig überliefert.
Am 16. Mai 1688 heiratete August Ferdinand Pflugk auf Schloss Lichtenburg Marie Elisabeth von Brockdorff, Tochter des holsteinischen Politikers und Offiziers Heinrich Ditlevsen von Brockdorff (1600–1671). Marie Elisabeth war als Hofdame der verwitweten Kurfürstin Wilhelmine Ernestine von der Pfalz (1650–1706) nach Sachsen gekommen, da diese bei ihrer Schwester Anna Sophie, Kurfürstin zu Sachsen, aufgenommen wurde. Auf Schloss Lichtenburg bei Prettin verbrachte die pfälzische Kurfürstenwitwe die letzten Jahre ihres Lebens in Gesellschaft ihrer Schwester, welcher das Schloss Lichtenburg als Witwensitz zur Verfügung stand.
Für die Brockdorff brachte die Eheschließung mit Pflugk einige Vorteile mit sich. Marie Elisabeths Schwester Auguste fungierte ebenfalls als Hofdame. Sie gehörte jedoch zum Hofstaat der sächsischen Kurfürstin. Beide Schwestern waren entfernte Cousinen der Anna Constantia von Brockdorff, später Gräfin Cosel, die als bekannteste Mätresse August des Starken in die sächsische Geschichte einging. Doch durch ihren Aufenthalt am sächsischen Hof, war Pflugks Frau, Marie Elisabeth von Brockdorff, schon 1686, vor der Cosel, mit dem 16-jährigen Prinzen Friedrich August (August der Starke) näher bekannt geworden. Ihre Cousine gleichen Familiennamens lernte August der Starke erst 1704 kennen. Dieses erste bekannte Liebesverhältnis des Prinzen, wurde durch organisatorische Maßnahmen recht schnell unterbunden. Friedrich August trat eine lange Kavaliersreise an und die Brockdorff heiratete den frisch zum Kammerherrn ernannten August Ferdinand Pflugk. Diese Ehe wurde zwölf Jahre später kinderlos geschieden.
August Ferdinand Pflugk heiratete nach der Scheidung von der Brockdorff erneut. Am 26. November 1701 wurde die elf Jahre jüngere Elisabeth Friederike von Stubenberg seine Frau, Tochter des Grafen Rudolph Wilhelm von Stubenberg und der Wild- und Rheingräfin zu Thaun und Kürburg, Anna Juliana Salm-Grumbach. August Ferdinand und Elisabeth Friederike verband bis zum Tod Pflugks 1712, eine enge Beziehung, die unter anderem in der Fortsetzung des Vermächtnisses auf Schloss Tiefenau und der nach seinem Ableben dort entstandenen Schlosskapelle zu sehen ist. Auch diese Ehe blieb kinderlos. Das angehäufte Vermögen vererbte die Witwe Pflugks an einen ihrer Neffen. Pflugk hatte vom römisch-deutschen Kaiser die Berechtigung, zu adoptieren und seinen Titel als Reichsgrafen weiterzugeben.
Durch die Ehe mit der Gräfin von Stubenberg wurde der Familienkreis um weitere Persönlichkeiten erweitert. Zu nennen sind beispielsweise Adolph Wilhelm Graf von Stubenberg, ihr Bruder, verheiratet mit Magdalena Henriette von Miltitz und Philipp Ferdinand von Reibold, Ehemann der Schwester Anna Barbara Dorothea von Stubenberg. Der als Kämmerer bei Johann Georg III bekannte Reibold, war 1698 beim sächsischen Statthalter Anton Egon von Fürstenberg-Heiligenberg unangenehm aufgefallen und sollte vom Hof entfernt werden. Durch Pflugks Wort, eingelegt bei August dem Starken, wurde Reibold mit neuen Ämtern betraut. Nach Pflugks Tod war er sogar an dessen Stelle als designierter Oberhofmarschall gerückt.

## Titel
Reichsgraf August Ferdinand von Pflugk (seit 20. November 1705) war Herr auf Kottewitz, Tiefenau und Gohrisch.
Des Weiteren trug er die Titel kurfürstlich-sächsischer und königlich-polnischer Wirklicher Geheimer Rat, Oberhofmarschall, Premierminister, Direktor der Geheimen Kanzlei, Ritter des Heiligen Römischen Reiches, Träger des Ordens des Heiligen Andreas des Erstberufenen und Ritter des Johanniter-Ordens.

## Karriere
1674 wurde der 12-jährige August Ferdinand Pflugk Page des kursächsischen Prinzen Johann Georg Diese Stellung baute er in den folgenden vier Jahren aus, nämlich zum Kammer-, Jagd-, und Büchsen-Pagen des Kurprinzen.
Ab 1682 eröffnete der junge Pflugk seine militärische Laufbahn als Volontär in der Garde des Prinzen von Oranien. Es folgte für ein Jahr Dienst im Regiment zu Fuß unter Generalmajor Spahn. Am 12. Juni 1683 erhielt er Order, sich von Brielle nach England zu begeben, von wo aus er bereits am 28. August 1683 nach Paris reiste. Aufenthalte in Fontainebleau und Versailles führten zur Begegnung mit Ludwig XIV.
Im Jahr darauf reiste August Ferdinand Pflugk über Straßburg, Frankfurt am Main und Heidelberg zurück nach Sachsen. Am 25. Juli 1684 traf er in Dresden ein. Schon in Folgejahr, am 30. Mai 1685, trat Pflugk eine weitere längere Reise an, als Kammerjunker des nun 16-jährigen Kurprinzen Johann Georg, auf dessen Kavalierstour. Am 7. November 1685 erreichten sie Frankreich. Im April 1886 lag Florenz auf der Reiseroute. Neben Frankreich und Italien, wurden auch England und die Niederlande bereist. Im Anschluss der Reise, 1687, erfolgte Pflugks Ernennung zum Kämmerer. 1688 begab er sich als Kammerherr im Auftrag des Hofes nach Kopenhagen.
Da der Kurfürst von Sachsen ab dem 31. Mai 1689 Karl von Lothringen im Pfälzischen Erbfolgekrieg unterstützte, beteiligten sich sächsische Truppen an der Belagerung von Mainz. Auch August Ferdinand Pflugk erlebte die Rückeroberung der Festungsstadt Mainz. Dieser Teilnahme folgte zu Beginn des Jahres 1690 die Ernennung zum Hofmarschall. In dieser Funktion begleitete er den sächsischen Kurfürsten zur Krönung des Römischen Königs Joseph I. in Augsburg. Im Zuge der Krönungszeremonien gehörte Pflugk zu dem Personenkreis, der den Schlag zum Ritter des Heiligen Römischen Reichs empfing. Nach der Krönung reiste Pflugk im Tross des Kurfürsten nach Italien und in die Champagne. Bereits 1691 durfte er als Oberkammerherr in Schloss Moritzburg auftreten.
Kurfürst Johann Georg IV. (1668–1694), der nach dem Tod seines Vaters Johann Georg III. (1647–1691) dringend die Erbfolge zu sichern hatte, war aufgrund seiner Beziehung zur nicht standesgemäßen Magdalena Sibylla von Neitschütz, kaum ernsthaft an einer solchen Zweck-Ehe interessiert. Eine Ehe wurde arrangiert. Der entscheidende Vorschlag dazu kam von Generalfeldmarschall Hans Adam von Schöning. Schöning diente ursprünglich als kurbrandenburgischer Offizier, war aber dort seines Kommandos enthoben und deshalb an den sächsischen Hof gewechselt. Die Wahl fiel durch ihn auf die verwitwete Markgräfin von Brandenburg-Ansbach. 1691 entsendete man, den nun mit den Würden eines Obersthofmeisters ausgestatteten, August Ferdinand Pflugk als „envoyé extraordinaire“ (Außerordentlicher Gesandter) nach Brandenburg. Seine Aufgabe war die Regelung der „Vermählungs-Tractate“ (Eheschließungs-Dokumente) zur Ehe zwischen Johann Georg IV. und Eleonore Erdmuthe Luise von Sachsen-Eisenach, Markgräfin von Brandenburg-Ansbach (1662–1696). Die Witwe hatte dem früh an Pocken verstorbenen Markgrafen drei Kinder geboren. Die Vermählung zwischen ihr und Johann Georg IV., rückte beide Herrscher-Häuser näher zusammen.
Bereits im Frühjahr 1694 verstarb Johann Georg IV. ohne einen standesgemäßen Erben zu hinterlassen. Dadurch wurde sein jüngerer Bruder Friedrich August I. (1670–1733), später auch August der Starke genannt, neuer Kurfürst. Bei ihm stieg Pflugk weiter auf, 1695 zum Geheimen Rat und wenig später zum Oberkammerherrn.
Am 19. März 1696 ernannte ihn Markgraf Albrecht Friedrich von Brandenburg-Schwedt zum Ritter des Johanniter-Ordens. Im selben Jahr übernahm Pflugk die Verantwortung für die Oberkämmerei.
Eine interessante Gelegenheit für August den Starken tat sich im Juni 1696 auf. Johann III Sobieski, König von Polen, verstarb. Der neue König wurde traditionell durch den Adel gewählt. August der Starke zählte zu den Anwärtern. Am 12. Juni 1697 war er unter Begleitung seiner wichtigsten Männer nach Polen zur Wahl gereist. Auch Oberkammerherr Pflugk gehörte zur Delegation. Die Wahl fiel jedoch nicht auf Kurfürst Friedrich August I. Der Kurfürst musste seine Krönung zum König von Polen mit militärischen und diplomatischen Mitteln durchsetzen. Mit der Wahl zum König ergaben sich auch zahlreiche neu aufzuteilende Verantwortungsbereiche. Jacob Heinrich von Flemming hatte für viele Funktionen die idealen Voraussetzungen für die Wünsche des neuen Königs. Flemming beherrschte nicht nur die Sprache des polnischen Volkes, er hatte gute Beziehungen aufgebaut. So konnte er als Gesandter in Polen die Wahlen August des Starken zum König ebnen. Als Generalmajor sollte er nach der Krönung Augusts Macht ausbauen. Unterstützt wurde er bei seinen Aufgaben unter anderen von Anton Egon von Fürstenberg-Heiligenberg, dem sogenannten Statthalter des sächsischen Kurfürsten und vom Oberkammerherrn August Ferdinand Pflugk.
Der seit 1700 eingesetzte Großkanzler Wolf Dietrich von Beichlingen passte mit seinen Ansichten nicht zu neuen Regierungsplänen Augusts. Obwohl auch er dem Kurfürsten beim Besteigen des polnischen Throns behilflich war, geriet er in Ungnade. Pflugk, Flemming und der Statthalter Fürstenberg sorgten dafür, dass von Beichlingen nach einem Prozess im April 1703 für sechs Jahre in der Festung Königstein eingekerkert wurde. August Ferdinand Pflugk übernahm seine Aufgaben und wurde noch 1703 in Marienburg (Malbork) Premierminister, Oberhofmarschall und Direktor der Geheimen Kammerkanzlei. Der gestürzte Beichlingen war kein Befürworter des Großen Nordischen Krieges. Mit Pflugk als Direktor in der neu errichteten Geheimen Kammerkanzlei gelang nun ein Bündnis zwischen Russland und August dem Starken in Polen, von dem sich auch der Zar Vorteile versprach, vor allem mit polnischen anstatt russischen Ländereien als möglichem Schlachtfeld. Nach dem Sturz von Beichlingen verging einige Zeit, bis sich damit verbundene Änderungen auch in der Öffentlichkeit bemerkbar machten. Obwohl schon im Jahr 1703 das Geheime Kabinett nach den Wünschen des Königs August II. errichtet wurde, gab es erst am 1. Juni 1706 ein offizielles Dokument zur Bekanntgabe dieser Einrichtung mit August Ferdinand Pflugk zum vorsitzenden Kabinettsminister. Auch die Verteilung Beichlingens Güter wird teilweise erst Jahre später aus Dokumenten ersichtlich, so wie beispielsweise die Übergabe der Herrschaft Hoyerswerda an die Mätresse Augusts, Fürstin Teschen.
Am 19. Oktober 1704 verlieh Fürst Dolgorukow im Namen des russischen Zaren Peter I. an August Ferdinand Pflugk den Ritter-Orden des Heiligen Andreas. Der sächsische Generalmajor Johann Reinhold von Patkul, Förderer des Großen Nordischen Krieges, gegen die Schweden, hatte den Zaren um finanzielle Unterstützung gebeten, insbesondere auch um Unterstützung für Pflugk. Es war sogar von Bestechung die Rede. Pflugk war 1704 privat in der Lage, ein Gut zu erwerben.
Neben öffentlichen Geschäften stand August Ferdinand Pflugk für den Kurfürsten von Sachsen auch wiederholt in sehr persönlichen Angelegenheiten zur Verfügung. Die Versorgung der Mätressen August des Starken gehörte beispielsweise dazu. Katharina von Altenbockum, später bekannt unter dem Titel Fürstin Teschen, hatte dem König August II. 1704 seinen unehelichen Sohn Johann Georg von Sachsen geboren. Doch die Liaison mit Katharina von Altenbockum währte nur wenige Jahre. Nur Monate nach der Geburt des Kindes trat Anna Constantia, geborene von Brockdorff, spätere Gräfin Cosel, ihre Nachfolge als Mätresse an. Die Fürstin Teschen war darüber keineswegs erfreut und versuchte in den Folgejahren auf unterschiedliche Weise die Aufmerksamkeit des Kurfürsten zu erlangen. August der Starke hatte Pflugk beauftragt, dafür Sorge zu tragen, dass weder dem Kind noch dem Kurfürstentum Schaden daraus entsteht. Besonders im Bezug auf die Herrschaft Hoyerswerda wurde dieser Auftrag deutlich. Die Fürstin Teschen hatte die Herrschaft Hoyerswerda 1704 von August erhalten. Nachdem Verlust seiner Gunst, versuchte sie diese Herrschaft außerhalb Sachsens anzupreisen. Pflugk erfuhr davon und intervenierte. Auch die Dresdner Gemäldegalerie Alte Meister verdankt August Ferdinand Pflugk die eine oder andere Anschaffung. Mindestens drei Gemälde werden mit seinem Namen in Verbindung gebracht.
Im Dezember 1704 wurde August dem Starken die Druckschrift „Portrait de la cour de Pologne et de Saxe“ zugespielt. Es handelte sich bei diesem Portrait um eine Kritik am König August II. und an zahlreichen Personen seines Umfeldes. Auch August Ferdinand von Pflugk wird in dieser Schrift auf mehreren Seiten unvorteilhaft dargestellt. Vor allem die Vorkommnisse um den Sturz des Großkanzlers von Beichlingen beschreibt der Verfasser sowie den bewussten Einsatz von Informationen und die Bevorteilung seiner Familie bei Hofe. Als Autor wurde erst 1707 Kammerherr Graf Johann Friedrich von Wolfframsdorff identifiziert.
Auf der anderen Seite des Kurfürstentums Sachsen hatte zu Beginn des 18. Jahrhunderts der römisch-deutsche Kaiser Leopold I., König von Böhmen, Ungarn, Kroatien und Slawonien mit der Osmanischen Expansion, dem Spanischen Erbfolgekrieg sowie dem damit verbundenen hohen Bedarf an Finanzen und militärischer Unterstützung zu kämpfen. Leopold verstarb am 5. Mai 1705 ohne Lösung und überließ seinem Sohn Joseph I. die Aufgabe, dem Kaiserreich zu neuem Glanz zu verhelfen. Dafür benötigte Joseph kräftige Befürworter und Unterstützer. Da Frankreich zu den starken Gegnern Josephs zählte, kam auch Kursachsen als unterstützende Macht in Frage, denn durch die Befürwortung beim Kurfürstentag in Frankfurt am Main, hatten die Kurfürsten Sachsens und Brandenburgs bewusst die Wahl Leopolds zum Kaiser forciert, anstatt Ludwig XIV. zu fördern.
Am 20. November 1705 erhielt August Ferdinand Pflugk das Diplom zur Erhebung in den Reichsgrafenstand durch Kaiser Joseph I. verliehen. Dazu erhält der bis dahin kinderlos verheiratete Pflugk vom Kaiser die Erlaubnis „…einen an Kindes statt anzunehmen, der seinen Grafen-Stand fortführe…“
Das Jahr 1706 stand stark im Zeichen der Kämpfe König Augusts II. gegen die Schweden.
Vom 29. Oktober bis zu 17. Dezember 1706 nahm August Ferdinand von Pflugk neben August II. an der Schlacht bei Kalisch gegen Schweden an der Seite Russlands teil. Bereits im September war jedoch der Altranstädter Friede zwischen Sachsen und Schweden formuliert worden, von dem August II. offiziell nichts preisgeben wollte. Die Schlacht bei Kalisch endete zum Nachteil des Königs Karl XII. von Schweden. An dem Friedensvertrag sollte sich dennoch nichts ändern. Am 17. Dezember 1706, nach seiner Rückkehr aus Polen, reiste August II. mit Pflugk nach Leipzig, um in Altranstädt mit Karl XII. selbst über den Friedensvertrag zu sprechen. Im Januar 1707 wurde der Vertrag endgültig verbindlich. Er trägt neben den königlichen Signa auch Pflugks Unterschrift.
Eine wichtige Forderung des Königs Karl XII. von Schweden war neben dem Verzicht Augusts auf die polnische Krone, auch die Entlassung Pflugks aus seinem Amt. Pflugk zog sich darauf auf sein neu errichtetes Schloss Tiefenau zurück, doch schon im Juni 1707 war er als Unterhändler für den Einsatz kursächsischer Truppen im Dienst Kaiser Josephs I. unterwegs. Im Sommer 1708 reisten Pflugk und August der Starke nach Flandern, um im Spanischen Erbfolgekrieg an der Belagerung der französischen Festung Lille teilzunehmen. Von diesem militärischen Einsatz als Verbündete gegen Frankreich, versprachen sich beide neue Vorteile zur Wiedererlangung der polnischen Krone. Erst am Abend des 24. Dezember 1708 kehrten sie nach Dresden zurück.
Reichsgraf August Ferdinand von Pflugk erkrankte 1709. Sein Leben zeigte seine Spuren. Er wurde als stark übergewichtig und gern Alkohol trinkend beschrieben. Mehrfach zwang ihn sein Körper zu langen Ruhephasen. Die Ausübung seiner Pflichten für den Kurfürsten waren nur noch eingeschränkt möglich. Eine der Aufgaben im Jahr 1709 bestand für Pflugk darin, den König Friedrich IV. von Dänemark zu bewirten, der auf der Durchreise nach Italien für einige Wochen im Januar und im April in Sachsen Halt machte. Das Ereignis entwickelte sich zu einem politischen Großereignis, denn nach dem pompösen und aufwendigen Programm für den dänischen Besuch in Sachsen, wurde erneut an einer Allianz gegen den König von Schweden geschmiedet. Karl XII. hatte seine Pläne um die Vorherrschaft in Nordeuropa nicht aufgegeben, deshalb begaben sich Kurfürst August I. und König Friedrich IV. in die Mark Brandenburg, um sich mit dem Preußenkönig Friedrich I. zu treffen. Das Dreikönigstreffen vom 2. bis 17. Juli 1709 in Potsdam und Oranienburg, sollte den König von Preußen zur Allianz bewegen. Pflugk gehörte neben Flemming zu den Beratern um August den Starken. Das Treffen brachte jedoch nicht den erhofften Schulterschluss gegen den Schwedenkönig. Zu dieser Zeit hatten die Schweden in Poltawa eine herbe Niederlage erlebt. Die polnische Krone war dadurch für August den Starken wieder in greifbare Nähe gerückt. Im August marschierten deshalb sächsische Truppen wieder in Polen. August Ferdinand von Pflugk begleitete seinen Kurfürsten durch Polen. Im Januar 1710 reiste er mit ihm kurzfristig nach Leipzig zur Messe. Dort sollte es erneut zum Treffen mit König Friedrich I. kommen. Die Ereignisse forderten jedoch das gesamte Jahr über die Anwesenheit der führenden Köpfe in Polen. Die letzte gemeinsame Reise mit dem Kurfürsten von Sachsen absolvierte Pflugk 1711 im schwedischen Teil Pommerns. Zum Jahresende ließ ihn seine Gesundheit im Stich, so dass es ihm nicht mehr möglich war, seinen Dienst zu verrichten. Am 21. März 1712 erlitt er in der Heimat einen schweren Anfall. Der Kurfürst stattete ihm vor seiner nächsten Polenreise einen Besuch ab, die letzte Begegnung, denn am 8. April 1712 starb Reichsgraf August Ferdinand von Pflugk im fünfzigsten Lebensjahr, ohne leiblichen Erben. Die Beisetzung mit allen Ehren erfolgte in der Kreuzkirche Dresden.

## Bauten und Besitzungen
Pflugk war 1704 privat endlich in der Lage, das ursprünglich im Familienbesitz befindliche Gut Tiefenau zurückzuerwerben. Bis 1710 ließ er ein neues Schloss darauf errichten und den Park gestalten. Während des Dreißigjährigen Krieges war das ursprüngliche Schloss von schwedischen Truppen unbrauchbar verwüstet worden. Durch Pflugk entstand eine sehr repräsentative Anlage. Reichsgraf von Pflugk galt ebenfalls als Erbauer des Palais in Dresden, welches später dem Landhaus in der Pirnaischen Straße (Wilsdruffer Straße 2) weichen musste. Jakob Heinrich von Flemming übernahm das Palais nach Pflugks Tod.